# Acacia bussei
Acacia bussei är en ärtväxtart som beskrevs av Sjostedt. Acacia bussei ingår i släktet akacior, och familjen ärtväxter. IUCN kategoriserar arten globalt som livskraftig. Inga underarter finns listade i Catalogue of Life.